# 若林健太
若林 健太（わかばやし けんた、1964年1月11日 - ）は、日本の政治家。自由民主党所属の元衆議院議員（1期）、元参議院議員（1期）。外務大臣政務官（第2次安倍内閣）、参議院農林水産委員長を務めた。
父は農林水産大臣や環境大臣、自由民主党両院議員総会長を歴任した若林正俊。

## 経歴
長野県長野市にて出生。東京都立新宿高等学校卒業後、慶應義塾大学経済学部入学。1986年、大学在学中に公認会計士2次試験に合格。1987年3月、慶應義塾大学経済学部卒業。同年、中央会計事務所に就職。
1991年、長野市で若林けんた会計事務所（現長野税理士法人）を開設。中央監査法人代表社員、社団法人長野青年会議所理事長、日本青年会議所長野ブロック協議会会長などを歴任。2005年、早稲田大学大学院公共経営研究科専門職学位課程修了。
2007年、父親の若林正俊の政策担当秘書、農林水産大臣秘書官となる。
2009年、自由民主党の公募に応募し、長野県選挙区参議院議員候補者として擁立される。
2010年、第22回参議院議員通常選挙で長野県選挙区（改選数2）から自民党公認で立候補し、初当選。
2011年、自民党憲法改正推進本部起草委員として日本国憲法改正法案作成に参加 。2012年、第2次安倍内閣で外務大臣政務官に就任。2016年、参議院農林水産委員長に就任。
2016年、第24回参議院議員通常選挙で改選数が2から1に削減された長野県選挙区で杉尾秀哉に敗れ、落選した。
2017年、第48回衆議院議員総選挙に自民党の比例北陸信越ブロック単独21位候補として出馬するが、落選。2018年、次期総選挙の長野県第1区の党公認候補に内定。
2021年、第49回衆議院議員総選挙で長野県第1区から出馬し当選。
2024年1月20日、自民党5派閥の政治資金パーティーの裏金問題をめぐり、2018年 - 2022年の5年間でパーティー券の販売額のうち計368万円を「中抜き」するなどして安倍派に納めず、政治資金収支報告書に記載しなかったことが明らかとなった。
2024年9月12日、自民党総裁選挙が告示され、9人が立候補した。若林は高市早苗の推薦人に名を連ねた。9月17日、候補者9人はTBSの報道番組「news23」に出演しテレビ討論を行った。高市は、推薦人20人のうち、若林を含む13人が党本部が公表した「裏金議員」であること、役職停止や戒告の処分を受けた議員が含まれていることなどを指摘されると、「どの方を20人に入れるかは選対、チームにまかせたので、私は翌日の新聞（を読む）まで知らなかった」と答えた。9月27日総裁選執行。高市は1回目の投票で1位となるが、決選投票で石破茂に敗れた。若林は1回目の投票、決選投票、いずれも高市に投じた。
同年10月6日、石破茂首相は第50回衆議院議員総選挙に向けて、政治資金パーティー裏金事件で党員資格停止の処分を受けた議員などを公認しないことを決めるとともに、若林ら裏金議員43人について比例代表への重複立候補を認めない方針を示した。10月15日、総選挙が公示され、長野1区からは若林、立憲民主党現職の篠原孝、日本維新の会新人の若狭清史の計3人が立候補した。公明党は16日までに、出馬した計46人の裏金議員のうち、若林ら35人を推薦した。10月17日から18日にかけて各紙は序盤情勢を発表。読売新聞は「篠原と若林が互角」と報じ、毎日新聞は「若林と篠原が横一線」と報じた。若林はチラシに「地元の予算をつかみ取る」と大書し、国の公共事業予算を獲得してきたという与党代議士としての実績を強調した。陣営には長野市長の荻原健司も加わった。10月23日、しんぶん赤旗は、自民党が裏金問題で非公認となった候補の所属支部にそれぞれ2000万円を支給していたことをスクープした。同紙の報道により終盤情勢は一変した。自民党の苦境の度合いが増し、自公の過半数割れも現実味を帯びてくると、若林の演説から「不記載」についての謝罪は消えて行った。
同年10月27日、総選挙執行。投票締め切りの20時直後に信濃毎日新聞は篠原の当選確実を報じ、篠原は8期目の当選を果たした。比例重複が認められなかった若林は議席を失った。裏金事件に関係した候補者は18勝28敗だった。27日夜、政治団体「若林けんた後援会」の代表で選対の統括責任者の太田哲郎は、2000万円支給問題に触れ「逆風が強くなった。相手は政治とカネ問題一つで戦い、こちらは政策を伝えきれなかった」と述べた。
2024年12月21日、次期衆議院議員総選挙に立候補する意向を表明した。支持者から出馬を求める要請があったとされる。

## 政策・主張
- 2010年、参議院議員通常選挙に挑むにあたり、「家族のきずな、地域のつながりといった身の回りのことから政策議論をして、保守の原点をつくり上げたい」と意気込みを語っている[33]。またその選挙期間中の長野駅前での演説では「資源のない日本は、人や科学技術に引き続き投資していくべきだ」と語り、人への投資の重要性を説いた。また「地に足の着いた地場産業づくり」に注力する姿勢も見せた[34]。
- 2010年、初当選を果たし、臨時国会の臨むにあたって集会で「政権担当経験のある野党として与党に提言し、前へ進める新しい野党像をつくっていきたい」と語っていた[35]。同年10月には委員会での初質問に立ち、沖縄県の尖閣諸島沖の中国漁船衝突事件をめぐる政府対応をただした[36]。
- 2014年、4月に行った国政報告の場でエネルギー政策に関する考えを語り、「技術革新が起きて、自然エネルギーで代替できる時代が来るかもしれない」としつつ、「人類は（原発の）技術開発にチャレンジしなければならない」と主張したと報じられた[37]。
- 選択的夫婦別姓制度導入について2016年の朝日新聞の選択式アンケート調査では、「どちらかといえば賛成」としている[38]。「時代に合わせた法整備が必要。個々の生活を尊重する社会を実現したい。」としている[39]。
- 受動喫煙防止を目的に飲食店などの建物内を原則禁煙とする健康増進法改正に反対。2016年の参院選に先駆けて行われた受動喫煙防止についての公開アンケートにおいて、レストランやバーを含む一般市民が出入りする場所は、2020年までに「罰則付きの分煙とするべきである」と回答している[40]。
- 2013年3月、外務大臣政務官に就任した際、衆議院外務委員会において「北米、中南米諸国との関係強化を図るとともに、海外への情報発信や文化外交に積極的に取り組みます。また、軍縮・不拡散、科学技術の分野の課題にも尽力してまいります。」と意気込みを語っている[41]。
- 2013年、4月29日から30日までタイのバンコクを訪問し，国連アジア太平洋経済社会委員会(ESCAP)第69回総会に首席代表として出席した。閣僚セッションでは総会のテーマである「自然災害及び主要な経済危機に対する強靭性の構築」に基づいて防災についてステートメントを行った。またヘイザーESCAP事務局長、エリアソン国連副事務総長、小沼国連食糧農業機関アジア太平洋地域代表兼事務所長と会談を行った[42]。
- 2013年5月、総理大臣、外務大臣の代理としてコロンビアで開催された太平洋同盟首脳会合及び閣僚会合に出席した。閣僚会合では「日本政府は中南米の中でも特に開放的な通商政策をとる太平洋同盟諸国との関係強化を重視しており，太平洋同盟側にはアジア諸国の中で唯一オブザーバーとして参加している日本をアジアとの関係強化の頼りにして頂きたい」と語った。また特派大使としてエクアドルを訪問し、エクアドル大統領主任式に出席し、コレア大統領，グラス副大統領及びパティーニョ外相に対し，新政権発足への我が国政府からの祝意を伝達した[43]。
- 2013年7月、来日したマーク・マクゴワン西オーストラリア州野党党首による表敬を受け、基本的価値と戦略的利益を共有する重要な戦略的パートナーであるオーストラリアとの協力関係を一層推進していきたい、日豪経済連携協定（EPA）や環太平洋パートナーシップ（TPP）協定等の経済的なルール作りや，インフラ分野での協力を含め，オーストラリアと協力していきたいと述べた[44]。
- 2015年9月、参議院財政金融委員会で質疑に立ち、中国の為替制度について「今回改めて認識させられた中国の管理された為替制度で果たしてどうか」と疑問を呈し、「完全な変動相場制度に向けて中国政府に対してやっぱり促していくということも必要なのではないか」と語り、政府の認識を問いただした[45]。
- 2023年3月、財務金融委員会で質問に立ち、輸出入貨物が増えていくことは大変重要、インバウンドの推進は地方経済の活性化にとっても大変重要なテーマと指摘した上で、水際でのしっかりとした対応、不正薬物等の摘発などを行うための体制整備、スマート税関など、しっかり取り組むべきと訴えた[46]。
- 2023年４月、自民党の政務調査会で取りまとめられた「国家安全保障戦略を具現化するための外交力の抜本的強化を求める決議案」を当時の林芳正外相に手交した[47]。
- 2023年5月、災害対策特別委員会で質問に立ち、災害時、国土交通省のTEC－FORCEが被災自治体に対して強力な支援を行っていることを指摘し、各地方整備局に配置されているTEC－FORCEといった組織に、予算や人員配置の面で維持拡充していく必要があると訴えた[48]。
- 2023年5月、災害対策特別委員会で千曲川などの一級河川について一部県が管理する区間、いわゆる中抜け区間が存在していると指摘し、国による一元管理の要望があることについて国交省に見解を問いただし、また長期的な検討、改善を求めた[48]。
- 2024年2月、衆議院予算委員会が金沢市で地方公聴会を開いた。その地方好意超会で「再建に向かうまで、人材流出をどう食い止めるかが重要な課題」と指摘し、能登半島地震の被災地の復興に向けた経済対策の重要性を訴えた[49]。

## 不祥事

### 政治資金パーティー収入の裏金問題
2023年12月1日、朝日新聞が、自民党5派閥が開いた政治資金パーティーをめぐる問題で、安倍派が、所属議員が販売ノルマを超えて集めた分の収入を裏金として議員側にキックバックする運用を組織的に続けてきた疑いがあるとスクープした。安倍派は2018～2022年に毎年1回パーティーを開き、計6億5884万円の収入を政治資金収支報告書に記載している。一方、収入・支出のいずれにも記載していない裏金の総額は直近5年間で1億円を超えるとされ（のちに5億円に修正）、共同通信は「実際のパーティー収入は少なくとも8億円前後に膨らむ可能性がある」と報じた。清和政策研究会の政治資金収支報告書の記載内容は下記のとおり。
| 年月日        | パーティー名                 | 会場               | 収入        | 購入者数 | 出典 |
| ------------- | ---------------------------- | ------------------ | ----------- | -------- | ---- |
| 2018年5月22日 | 清和政策研究会との懇親の集い | 東京プリンスホテル | 2億802万円  | 7,021人  | [59] |
| 2019年5月21日 | 清和政策研究会との懇親の集い | 東京プリンスホテル | 1億5338万円 | 5,177人  | [60] |
| 2020年9月28日 | 清和政策研究会との懇親の集い | 東京プリンスホテル | 1億262万円  | 3,464人  | [61] |
| 2021年12月6日 | 清和政策研究会との懇親の集い | 東京プリンスホテル | 1億2万円    | 3,376人  | [62] |
| 2022年5月17日 | 清和政策研究会との懇親の集い | 東京プリンスホテル | 9480万円    | 3,200人  | [54] |
| （合計）      |                              |                    | 6億5884万円 |          |      |
パーティー券は通常1枚2万円であるため、販売枚数が推計できるが、枚数に対する購入者の比率は2018年から2022年にかけてすべて「0.675」で統一されている。日本大学名誉教授の岩井奉信は「絶対にあり得ない」とし、安倍派は政治資金収支報告書に架空の購入者数を記入したとみられる。
同年12月22日、安倍派においては、議員側の「中抜き」を含む3つのパターンで裏金づくりを行っていたことが関係者の証言により明らかとなった。
2024年1月16日、派閥の政治資金問題について、自民党の政治刷新本部の会合でパーティーについては一切禁止、清和会も解散すべきと発言した。また、清和会の最後の議員総会に出席し、中堅若手が「組織としての責任の在り方」を幹部に問う発言をしたが、派閥幹部から明確な回答がなかったことについて「大変残念」と総会後の取材に答えた。
同年1月20日、若林は記者会見し、2018年 - 2022年の5年間でパーティー券の販売額のうち計368万円を「中抜き」するなどして安倍派に納めず、政治資金収支報告書に記載しなかったことを明かした。
同年5月14日、衆議院政治倫理審査会は、裏金事件に関与しながら同審査会で弁明していない自民党議員44人に出席と説明を求める野党の申立てを全会一致で可決した。同月17日、参議院政治倫理審査会も同様に、弁明していない議員29人に出席と説明を求める申立てを全会一致で可決した。若林を含む関係議員73人は全員出席を拒否し、6月23日に通常国会は閉会した。

## 所属団体・議員連盟
- 自民党たばこ議員連盟[72]
- 神道政治連盟国会議員懇談会
- 日本会議国会議員懇談会
- TPP交渉における国益を守り抜く会

## 選挙歴
| 当落 | 選挙                     | 執行日         | 選挙区               | 政党       | 得票数     | 得票率 | 定数 | 得票順位 /候補者数 | 政党内比例順位 /政党当選者数 |
| ---- | ------------------------ | -------------- | -------------------- | ---------- | ---------- | ------ | ---- | ------------------ | ---------------------------- |
| 当   | 第22回参議院議員通常選挙 | 2010年07月11日 | 長野県選挙区         | 自由民主党 | 29万3539票 | 26.43% | 2    | 1/6                | /                            |
| 落   | 第24回参議院議員通常選挙 | 2016年07月10日 | 長野県選挙区         | 自由民主党 | 49万9974票 | 45.69% | 1    | 2/3                | /                            |
| 落   | 第48回衆議院議員総選挙   | 2017年10月22日 | 比例北陸信越ブロック | 自由民主党 | ーー票     | ーー   | 1    | /                  | 9/5                          |
| 当   | 第49回衆議院議員総選挙   | 2021年10月31日 | 長野県第1区          | 自由民主党 | 12万8423票 | 51.29% | 1    | 1/3                | /                            |
| 落   | 第50回衆議院議員総選挙   | 2024年10月27日 | 長野県第1区          | 自由民主党 | 8万8792票  | 39.03% | 1    | 2/3                | /                            |